# Sivert Høyem
Sivert Høyem, född 22 januari 1976, är en norsk musiker, sångare och låtskrivare som kommer från Sortland i Nordland fylke i Nordnorge. Han är känd som soloartist men är också sångare i gruppen Madrugada.

## Biografi
Sivert Høyem etablerade bandet Abbey`s Adoption på 1990-talet. Bandet flyttade till Oslo och bytte namn till Madrugada. Madrugada gjorde succé, flera av gruppens skivor sålde bra och de gjorde sig också ett namn internationellt.
Efter att gruppen upplöstes 2008 har Høyem haft en solokarriär. Høyem, som har en speciell mörk röst, har också som soloartist fortsatt med den typen av rock som Madruga blev kända för. Flera av hans album har blivit nominerade till Spellemannprisen, Norges motsvarighet till Grammis, och han har också vunnit detta pris. Høyem bidrog med sin sång på låten "Phoenix" på det norska black metal-bandet Satyricons självbetitlade album från 2013. Madrugada återförenades 2018.
Høyem är också känd utomlands och turnerar både i Europa och USA. Han har samarbetat med bland annat svenska Ulf Larsson, några av Thåströms musiker samt Per Wiberg från Opeth.

## Sivert Høyem Band
- Sivert Høyem – sång, gitarr
- Cato Salsa – gitarr, keyboard
- Børge Fjordheim – trummor, tamburin
- Rudi Nikolaisen – basgitarr
- Christer Knutsen – gitarr, keyboard

## Diskografi
Studioalbum
- 2004 – Ladies and Gentlemen of the Opposition
- 2006 – Exiles (som Sivert Høyem & the Volunteers)
- 2009 – Moonlanding
- 2011 – Long Slow Distance
- 2014 – Endless love
- 2016 – Lioness

Livealbum
- 2013 – Live - Autumn in Arcadia
- 2017 – Live at Acropolis - Herod Atticus Odeon, Athens